# Albert von Holleuffer
Karl Eschwin Albert von Holleuffer, verschrieben auch Aschwin, Edwin oder Erwin, (* 1. August 1803 in Storkwitz; † 16. Juni 1874 in Halle) war Regierungschef im Fürstentum Schwarzburg-Sondershausen sowie Landrat zweier preußischer Landkreise.

## Leben

### Familie
Albert war Angehöriger des Adelsgeschlechts von Holleuffer. Seine Eltern waren der kursächsische Kapitän, Stiftshauptmann und anhaltinische Hofreisemarschall Ferdinand von Holleuffer (1764–1810) und dessen zweite Ehefrau Luise Karoline Albertine geb. von Posern aus dem Hause Diera († 1807). Er heiratete am 15. September 1834 in erster Ehe in Magdeburg Adelheid Clementine Wilhelmine Marie Luise Gräfin von Hardenberg (* 19. September 1808 in Bayreuth; † 22. Mai 1874 in Frankfurt (Oder)), die Tochter des preußischen Kammerherrn und Landjägermeisters Georg Adolph Gottlieb von Hardenberg. Die Ehe wurde 1850 in Sondershausen geschieden. Am 14. Mai 1854 heiratete er in zweiter Ehe in Zürchau Bertha von Baerenstein (* 17. Mai 1830 in Heukendorf; † 1. Oktober 1914 in Radebeul), die Tochter des herzoglich sachsen-altenburgischen Kammerherrn Horst von Baerenstein. Mit ihr hatte er den Sohn Hans Dietrich von Holleuffer (1855–1902).

### Berufsgang
Holleuffer besuchte die Landesschule Pforta und legte dort 1824 das Abitur ab. Danach studierte er Rechts- und Kameralwissenschaften in Halle an der Saale und Göttingen. Er war nach dem Studium zunächst ein preußischer Verwaltungsjurist: 1827 wurde er Auskultator beim Stadtgericht Potsdam, ab Januar 1829 Regierungsreferendar bei der Regierung Merseburg und 1830 bei der Regierung Frankfurt (Oder). Ab Oktober 1832 arbeitete er als Regierungsassessor bei der Regierung Erfurt und dann in Magdeburg und ab Oktober 1836 als Regierungsrat bei der Generalkommission in Magdeburg. Am 17. Februar 1846 schied er aus dem preußischen Staatsdienst aus. 1842 war er Mitgründer und bis 1846 Direktor des Landwirtschaftlichen Zentralvereins der Provinz Sachsen.
Ab März 1846 war er Chef des Geheimerats-Kollegiums, Wirklicher Geheimer Rat und Kammerpräsident in Schwarzburg-Sondershausen. 1847 war er persönlicher Bevollmächtigter des Fürsten Günther Friedrich Carl II. in der Scheidung von Fürstin Mathilde. Als Regierungschef war er für eine umfangreiche Verwaltungsvereinfachung und -zentralisierung verantwortlich. Aus den bisher zwölf Oberbehörden wurden mit dem Reskript „die anderweite Organisation der Behörden betreffend“ vom 22. Dezember 1846 vier neue Oberbehörden. Gleichzeitig wurde die Trennung der Rechtsprechung von der Verwaltung in den Unterbehörden umgesetzt. Die Neuregelungen wurden insbesondere in der Schwarzburg-Sondershäuser Oberherrschaft kritisiert, da die Oberbehörden in Arnstadt (Regierung, Konsistorium, Schulkollegium, Medizinalkollegium und Landesjustizkollegium) aufgehoben wurden.
Am 2. Januar 1848 wurde er überraschend als Regierungschef entlassen, in seiner Wahrnehmung aufgrund einer Intrige. In der Folge der Märzrevolution wurde Friedrich Chop zum Regierungschef berufen. Bis zum 21. Januar 1850 blieb Holleuffer ohne formelles Amt, aber mit einem Jahresgehalt von 2620 Talern im Dienst von Schwarzburg-Sondershausen.
Am 21. Januar 1850 wurde er mittels Reskript zum kommissarischen Landrat des Landkreises Prüm ernannt, die Amtsübernahme erfolgte am 23. April 1850. Die Kommission in Prüm erlosch im Februar 1851, als er die Wahl zum Abgeordneten im Preußischen Abgeordnetenhaus annahm. Dem Preußischen Abgeordnetenhaus gehörte er vom 31. März 1851 bis zum 19. Mai 1852 an. Er wurde im Wahlkreis Trier 2 (Daun, Prüm, Bitburg) gewählt.
Am 25. Juli 1851 wurde er in den Gemeinderat von Sondershausen gewählt. Die Wahl wurde von der Bezirkskommission beanstandet, da von Holleuffer kein Schwarzburg-Sondershausener, sondern preußischer Untertan sei.
1851 wurde er (in gleicher, geheimer, direkter Wahl) als Abgeordneter von Sondershausen in den 3. ordentlichen Landtag von Schwarzburg-Sondershausen gewählt, mit Sitzungen vom 29. Dezember 1851 bis zum 31. Juli 1852. Am 3. Januar 1852 gewann eine Gruppe von Abgeordneten um Holleuffer mit 9 gegen 8 Stimmen eine von Chop betriebene Abstimmung über die Wahlprüfung zu seinen Gunsten. Chop trat darauf von seinen Ämtern zurück; seine Funktionen wurden für die nächsten drei Jahre von Friedrich Schönemann wahrgenommen. Auf Holleuffers Drängen legte die Regierung in verfassungsgemäßer Weise Entwürfe für eine Verfassungsänderung und ein Wahlrecht vor, die der Reaktionspolitik des Deutschen Bundes angepasst waren.
Am 23. März 1853 wurde Holleuffer vertretungsweise mit der Verwaltung des Landratsamtes Zeitz betraut. Die definitive Ernennung zum Landrat des Kreises Zeitz erhielt er im Oktober 1853. Im August 1862 hat sich Holleuffer, nach eigenen Worten, „zurückgezogen von allem und jedem öffentlichen Wirken“; er wurde durch Allerhöchste Kabinettsorder am 2. Juli 1863 zur Disposition gestellt.
In den 1840er bis 1860er Jahren war er lange in politische und gerichtliche Auseinandersetzungen mit der Familie Chop und Keyser, der Stadt Sondershausen und auch dem Fürsten verwickelt. 1864 wurde er wegen Beleidigung in zwei Fällen in Schwarzburg-Sondershausen zu jeweils 2 Monaten Gefängnis oder 42 Talern Geldstrafe verurteilt. Er wurde jedoch vom Herzogtum Anhalt nicht an Schwarzburg-Sondershausen ausgeliefert.

## Werke
- Zwei Jahre im Fürstlich Schwarzburg-Sondershausenschen Staatsdienste. Erstes Heft; Zweites Heft: Cammerverwaltung. Halle 1848.
- Offenes Sendschreiben an den Hauptmann v. Wolframmsdorff vom 14. August 1848 (zusammen mit Berichtigung dessen, was in einer Brochüre des Geheimenrath von Holleuffer unter dem Titel „Zwei Jahre im Fürstlich Schwarzburg-Sondershäusischen Staatsdienste“ in Betreff meiner Person vorkömmt, von A. von Wolframmsdorff), publiziert als Beilage zu Fürstlich Schwarzb. Regierungs- und Intelligenz-Blatt vom 12. (Wolframmsdorff) bzw. 19. (Holleuffer) August 1848. (Digitalisat)
- Politische Zeitfragen in Preußen. Halle 1850. (Digitalisat)
- Brief vom 10. August 1862 An den geehrten Vorstand des landwirthschaftlichen Vereins zu Sondershausen. Abdruck in: Verhandlungen des Vereines zur Beförderung der Landwirthschaft in Sondershausen 23. Jg., 1864, S. 134–141.
- Rechtssicherheit, unabhängige Justiz, ministerielle Cabinets-Justiz im Fürstenthum Schwarzburg-Sondershausen. Actenmäßige Darstellung eines in den Jahren 1863 und 1864 verhandelten Preßprozesses. Dessau 1864. (Digitalisat)